# Liga Femenina de voleibol argentino de 2022
La Liga Femenina de Voleibol Argentino de 2022 es la vigésima sexta edición del torneo más importante a nivel de clubes organizado por FeVA para equipos de voleibol femenino. En esta edición participan quince equipos, y estaba establecido que comenzara el 14 de enero de 2022 pero debido a la situación de rebrote de COVID-19 se postergó al 28 de enero.
El campeón de esta edición de la Liga Nacional fue Boca Juniors al vencer en la serie final 2 a 0 a Gimnasia y Esgrima de La Plata. De esta forma, Boca Juniors consiguió su séptimo título.

## Equipos participantes
Los equipos que participarán de la edición XXVI son
- Boca Juniors (Ciudad de Buenos Aires)
- Vélez Sarsfield (Ciudad de Buenos Aires)
- River Plate (Ciudad de Buenos Aires)
- Ferro (Ciudad de Buenos Aires)
- San Lorenzo de Almagro (Ciudad de Buenos Aires)
- Estudiantes de La Plata (La Plata)
- Gimnasia y Esgrima La Plata (La Plata)
- Banco Provincia (La Plata)
- Club Social y Deportivo San José (San José)
- Club Villa Dora (Santa Fe)
- Club Náutico Sportivo Avellaneda (Rosario)
- CEF 5 (La Rioja)
- Club Tucumán de Gimnasia (San Miguel de Tucumán)
- Atenas (Córdoba)
- Municipalidad de General Rodríguez (Selección Argentina de Menores U20)[3]

## Formato de competencia
El torneo está dividido en dos fases: la primera fase (fase regular), y la segunda fase (play off y ronda permanencia).

En la primera fase, los 15 equipos juegan contra todos los rivales por suma de puntos, agrupándose en cuadrangulares, durante 5 weekends. Una vez terminada la primera fase, se determinan quiénes son los 8 equipos que se clasifican a los cuartos de final de la eliminatoria por el campeonato, y cuáles jugarán por la permanencia. En caso de la Selección Argentina de menores U20 termine la fase regular entre los 8 mejores equipos, el noveno equipo de la fase regular clasificará al play off por el campeonato y la Selección jugará por la permanencia.

En el play off por el campeonato, los cuartos de final se juegan a 2 partidos (con Golden Set si fuese necesario) en la cancha del equipo mejor posicionado en la etapa regular, mientras que las semifinales y la final son al mejor de 3 partidos (primer partido en la cancha del equipo peor clasificado durante la etapa regular). En la ronda por la permanencia los equipos se dividirán los equipos en 2 grupos (triangular y cuadrangular). Los equipos que finalicen en el último lugar del triangular y en los dos últimos del cuadrangular, deberán jugar entre sí por la permanencia.

## Primera fase

### Tabla general
| Pos. | Equipo                      | Pts | Partidos | Partidos | Partidos | Sets | Sets | Sets | Puntos | Puntos | Puntos |
| Pos. | Equipo                      | Pts | PJ       | PG       | PP       | SG   | SP   | SR   | PG     | PP     | PR     |
| ---- | --------------------------- | --- | -------- | -------- | -------- | ---- | ---- | ---- | ------ | ------ | ------ |
| 1.º  | GELP                        | 40  | 14       | 14       | 0        | 42   | 5    | 8.40 | 1137   | 796    | 1.428  |
| 2.º  | Estudiantes (LP)            | 34  | 14       | 11       | 3        | 38   | 19   | 2.00 | 1331   | 1141   | 1.166  |
| 3.º  | Boca Juniors                | 32  | 14       | 11       | 3        | 35   | 13   | 2.69 | 1126   | 924    | 1.219  |
| 4.º  | San Lorenzo                 | 32  | 14       | 11       | 3        | 34   | 13   | 2.62 | 1103   | 941    | 1.172  |
| 5.º  | River Plate                 | 27  | 14       | 10       | 4        | 34   | 22   | 1.55 | 1212   | 1162   | 1.043  |
| 6.º  | Atenas                      | 27  | 14       | 8        | 6        | 33   | 23   | 1.43 | 1235   | 1117   | 1.106  |
| 7.º  | CEF 5                       | 26  | 14       | 9        | 5        | 29   | 18   | 1.61 | 1056   | 989    | 1.068  |
| 8.º  | Ferro                       | 23  | 14       | 8        | 6        | 29   | 25   | 1.16 | 1162   | 1083   | 1.073  |
| 9.º  | Banco Provincia (LP)        | 22  | 14       | 7        | 7        | 26   | 22   | 1.18 | 1047   | 978    | 1.071  |
| 10.º | Náutico Sportivo Avellaneda | 13  | 14       | 5        | 9        | 22   | 35   | 0.63 | 1109   | 1273   | 0.871  |
| 11.º | San José                    | 10  | 14       | 3        | 11       | 15   | 37   | 0.41 | 1036   | 1215   | 0.853  |
| 12.º | Tucumán de Gimnasia         | 9   | 14       | 3        | 11       | 17   | 37   | 0.46 | 1022   | 1251   | 0.817  |
| 13.º | Club A Villa Dora           | 9   | 14       | 2        | 12       | 14   | 37   | 0.38 | 932    | 1174   | 0.794  |
| 14.º | Mun. General Rodriguez      | 7   | 14       | 1        | 13       | 12   | 40   | 0.30 | 991    | 1201   | 0.825  |
| 15.º | Vélez Sarsfield             | 4   | 14       | 2        | 12       | 6    | 40   | 0.15 | 846    | 1100   | 0.769  |

### Resultados
Weekend 1
| 28 de enero, 19:00 | Mun. General Rodriguez | 0 - 3                          | River Plate | Polideportivo Carlos Cerutti, Córdoba |  |
|                    |                        | ( 9-25, 21-25, 17-25 ) Reporte |             |                                       |  |

| 28 de enero, 20:00 | San Lorenzo | 3 - 0                           | San José | Héctor Etchart, Buenos Aires |  |
|                    |             | ( 25-23, 25-17, 25-18 ) Reporte |          |                              |  |

| 28 de enero, 20:00 | GELP | 3 - 0                           | Boca Juniors | Villa Dora, Santa Fe |  |
|                    |      | ( 25-19, 25-22, 25-18 ) Reporte |              |                      |  |

| 28 de enero, 21:00 | Náutico Sportivo Avellaneda | 3 - 0                           | Vélez Sarsfield | Microestadio Ricardo Velasco, Rosario |  |
|                    |                             | ( 25-13, 25-17, 25-19 ) Reporte |                 |                                       |  |

| 28 de enero, 21:00 | Atenas | 3 - 0                           | Tucumán de Gimnasia | Polideportivo Carlos Cerutti, Córdoba |  |
|                    |        | ( 25-15, 25-12, 25-15 ) Reporte |                     |                                       |  |

| 28 de enero, 22:00 | Ferro | 3 - 2                                        | Banco Provincia (LP) | Héctor Etchart, Buenos Aires |  |
|                    |       | ( 25-23, 21-25, 15-25, 25-9, 25-13 ) Reporte |                      |                              |  |

| 28 de enero, 22:30 | Villa Dora | 0 - 3                           | CEF 5 | Villa Dora, Santa Fe |  |
|                    |            | ( 18-25, 14-25, 20-25 ) Reporte |       |                      |  |

| 29 de enero, 19:00 | San Lorenzo | 3 - 0                           | Banco Provincia (LP) | Héctor Etchart, Buenos Aires |  |
|                    |             | ( 25-23, 25-21, 25-19 ) Reporte |                      |                              |  |

| 29 de enero, 19:00 | River Plate | 3 - 1                                  | Tucumán de Gimnasia | Polideportivo Carlos Cerutti, Córdoba |  |
|                    |             | ( 19-25, 25-17, 25-12, 25-14 ) Reporte |                     |                                       |  |

| 29 de enero, 19:00 | CEF 5 | 0 - 3                           | GELP | Villa Dora, Santa Fe |  |
|                    |       | ( 12-25, 17-25, 11-25 ) Reporte |      |                      |  |

| 29 de enero, 21:00 | Ferro | 3 - 0                          | San José | Héctor Etchart, Buenos Aires |  |
|                    |       | ( 25-16, 25-8, 25-22 ) Reporte |          |                              |  |

| 29 de enero, 21:00 | Estudiantes (LP) | 3 - 0                          | Vélez Sarsfield | Microestadio Ricardo Velasco, Rosario |  |
|                    |                  | ( 25-7, 25-17, 25-12 ) Reporte |                 |                                       |  |

| 29 de enero, 21:00 | Atenas | 3 - 0                           | Mun. General Rodriguez | Polideportivo Carlos Cerutti, Córdoba |  |
|                    |        | ( 25-19, 25-13, 25-17 ) Reporte |                        |                                       |  |

| 29 de enero, 21:00 | Villa Dora | 0 - 3                           | Boca Juniors | Villa Dora, Santa Fe |  |
|                    |            | ( 16-25, 17-25, 10-25 ) Reporte |              |                      |  |

| 30 de enero, 19:00 | Banco Provincia (LP) | 3 - 0                           | San José | Héctor Etchart, Buenos Aires |  |
|                    |                      | ( 25-23, 25-22, 25-16 ) Reporte |          |                              |  |

| 30 de enero, 19:00 | Tucumán de Gimnasia | 3 - 2                                         | Mun. General Rodriguez | Polideportivo Carlos Cerutti, Córdoba |  |
|                    |                     | ( 22-25, 22-25, 25-23, 25-21, 25-19 ) Reporte |                        |                                       |  |

| 30 de enero, 19:00 | CEF 5 | 0 - 3                           | Boca Juniors | Villa Dora, Santa Fe |  |
|                    |       | ( 23-25, 20-25, 19-25 ) Reporte |              |                      |  |

| 30 de enero, 21:00 | Ferro | 2 - 3                                         | San Lorenzo | Héctor Etchart, Buenos Aires |  |
|                    |       | ( 21-25, 25-23, 25-22, 21-25, 11-15 ) Reporte |             |                              |  |

| 30 de enero, 21:00 | Náutico Sportivo Avellaneda | 1 - 3                                  | Estudiantes (LP) | Microestadio Ricardo Velasco, Rosario |  |
|                    |                             | ( 18-25, 15-25, 26-24, 23-25 ) Reporte |                  |                                       |  |

| 30 de enero, 21:00 | Atenas | 2 - 3                                         | River Plate | Polideportivo Carlos Cerutti, Córdoba |  |
|                    |        | ( 25-20, 20-25, 22-25, 25-18, 12-15 ) Reporte |             |                                       |  |

| 30 de enero, 21:00 | Villa Dora | 0 - 3                          | GELP | Villa Dora, Santa Fe |  |
|                    |            | ( 12-25, 22-25, 6-25 ) Reporte |      |                      |  |

Weekend 2
| 4 de febrero, 19:00 | Banco Provincia (LP) | 3 - 0                           | Náutico Sportivo Avellaneda | Polideportivo Victor Nethol, La Plata |  |
|                     |                      | ( 25-13, 25-17, 25-12 ) Reporte |                             |                                       |  |

| 4 de febrero, 19:00 | San José | 0 - 3                           | CEF 5 | Ana Petracca, Buenos Aires |  |
|                     |          | ( 24-26, 17-25, 16-25 ) Reporte |       |                            |  |

| 4 de febrero, 21:00 | GELP | 3 - 0                           | Tucumán de Gimnasia | Polideportivo Victor Nethol, La Plata |  |
|                     |      | ( 25-13, 25-17, 25-17 ) Reporte |                     |                                       |  |

| 4 de febrero, 21:00 | Vélez Sarsfield | 0 - 3                           | Atenas | Ana Petracca, Buenos Aires |  |
|                     |                 | ( 18-25, 17-25, 18-25 ) Reporte |        |                            |  |

| 5 de febrero, 19:00 | Banco Provincia (LP) | 3 - 1                                  | Tucumán de Gimnasia | Polideportivo Victor Nethol, La Plata |  |
|                     |                      | ( 21-25, 25-15, 25-12, 25-11 ) Reporte |                     |                                       |  |

| 5 de febrero, 19:00 | CEF 5 | 1 - 3                                  | Atenas | Ana Petracca, Buenos Aires |  |
|                     |       | ( 22-25, 25-21, 18-25, 22-25 ) Reporte |        |                            |  |

| 5 de febrero, 21:00 | GELP | 3 - 0                           | Náutico Sportivo Avellaneda | Polideportivo Victor Nethol, La Plata |  |
|                     |      | ( 25-18, 25-15, 25-15 ) Reporte |                             |                                       |  |

| 5 de febrero, 21:00 | Vélez Sarsfield | 3 - 2                                         | San José | Ana Petracca, Buenos Aires |  |
|                     |                 | ( 25-16, 25-19, 23-25, 24-26, 15-11 ) Reporte |          |                            |  |

| 6 de febrero, 19:00 | Tucumán de Gimnasia | 2 - 3                                         | Náutico Sportivo Avellaneda | Polideportivo Victor Nethol, La Plata |  |
|                     |                     | ( 38-36, 25-18, 15-25, 23-25, 11-15 ) Reporte |                             |                                       |  |

| 6 de febrero, 19:00 | Atenas | 3 - 2                                        | San José | Ana Petracca, Buenos Aires |  |
|                     |        | ( 26-28, 21-25, 25-18, 25-22, 15-9 ) Reporte |          |                            |  |

| 6 de febrero, 21:00 | GELP | 3 - 0                           | Banco Provincia (LP) | Polideportivo Victor Nethol, La Plata |  |
|                     |      | ( 25-20, 25-12, 25-16 ) Reporte |                      |                                       |  |

| 6 de febrero, 21:00 | Vélez Sarsfield | 0 - 3                           | CEF 5 | Ana Petracca, Buenos Aires |  |
|                     |                 | ( 20-25, 23-25, 23-25 ) Reporte |       |                            |  |

| 11 de febrero, 19:00 | Villa Dora | 2 - 3                                         | River Plate | Jorge Luis Hirschi, La Plata |  |
|                      |            | ( 25-16, 17-25, 25-21, 15-25, 10-15 ) Reporte |             |                              |  |

| 11 de febrero, 21:00 | Estudiantes (LP) | 3 - 1                                  | Ferro | Jorge Luis Hirschi, La Plata |  |
|                      |                  | ( 21-25, 26-24, 25-16, 25-20 ) Reporte |       |                              |  |

| 11 de febrero, 21:00 | Boca Juniors | 3 - 0                           | Mun. General Rodriguez | Luis Conde, Buenos Aires |  |
|                      |              | ( 25-14, 25-14, 25-15 ) Reporte |                        |                          |  |

| 12 de febrero, 19:00 | River Plate | 3 - 0                           | Ferro | Jorge Luis Hirschi, La Plata |  |
|                      |             | ( 25-16, 27-25, 25-22 ) Reporte |       |                              |  |

| 12 de febrero, 21:00 | Estudiantes (LP) | 3 - 1                                  | Villa Dora | Jorge Luis Hirschi, La Plata |  |
|                      |                  | ( 23-25, 25-14, 25-14, 25-18 ) Reporte |            |                              |  |

| 12 de febrero, 21:00 | Mun. General Rodriguez | 0 - 3                           | San Lorenzo | Luis Conde, Buenos Aires |  |
|                      |                        | ( 19-25, 23-25, 15-25 ) Reporte |             |                          |  |

| 13 de febrero, 19:00 | Ferro | 3 - 0                           | Villa Dora | Jorge Luis Hirschi, La Plata |  |
|                      |       | ( 25-12, 25-14, 25-14 ) Reporte |            |                              |  |

| 13 de febrero, 21:00 | Estudiantes (LP) | 2 - 3                                         | River Plate | Jorge Luis Hirschi, La Plata |  |
|                      |                  | ( 25-16, 25-23, 29-31, 16-25, 13-15 ) Reporte |             |                              |  |

| 14 de febrero, 20:00 | Boca Juniors | 1 - 3                                  | San Lorenzo | Luis Conde, Buenos Aires |  |
|                      |              | ( 15-25, 17-25, 25-23, 18-25 ) Reporte |             |                          |  |

Weekend 3
| 18 de febrero, 19:00 | Atenas | 2 - 3                                         | GELP | Polideportivo Roberto Pando, Buenos Aires |  |
|                      |        | ( 16-25, 25-23, 25-20, 15-25, 10-15 ) Reporte |      |                                           |  |

| 18 de febrero, 21:00 | San Lorenzo | 1 - 3                                  | Estudiantes (LP) | Polideportivo Roberto Pando, Buenos Aires |  |
|                      |             | ( 25-18, 15-25, 22-25, 17-25 ) Reporte |                  |                                           |  |

| 18 de febrero, 22:00 | River Plate | 1 - 3                                  | Boca Juniors | Microestadio River Plate, Buenos Aires |  |
|                      |             | ( 27-25, 18-25, 14-25, 13-25 ) Reporte |              |                                        |  |

| 19 de febrero, 19:00 | Boca Juniors | 3 - 0                          | Vélez Sarsfield | Microestadio River Plate, Buenos Aires |  |
|                      |              | ( 25-9, 25-12, 25-23 ) Reporte |                 |                                        |  |

| 19 de febrero, 19:00 | Estudiantes (LP) | 2 - 3                                         | GELP | Polideportivo Roberto Pando, Buenos Aires |  |
|                      |                  | ( 25-21, 24-26, 25-19, 15-25, 11-15 ) Reporte |      |                                           |  |

| 19 de febrero, 21:00 | San Lorenzo | 3 - 0                           | Atenas | Polideportivo Roberto Pando, Buenos Aires |  |
|                      |             | ( 25-21, 25-20, 25-22 ) Reporte |        |                                           |  |

| 20 de febrero, 18:00 | Atenas | 1 - 3                                  | Estudiantes (LP) | Polideportivo Roberto Pando, Buenos Aires |  |
|                      |        | ( 21-25, 25-22, 13-25, 18-25 ) Reporte |                  |                                           |  |

| 20 de febrero, 20:00 | San Lorenzo | 0 - 3                           | GELP | Polideportivo Roberto Pando, Buenos Aires |  |
|                      |             | ( 21-25, 21-25, 19-25 ) Reporte |      |                                           |  |

| 20 de febrero, 21:00 | River Plate | 3 - 0                           | Vélez Sarsfield | Microestadio River Plate, Buenos Aires |  |
|                      |             | ( 25-23, 25-17, 25-22 ) Reporte |                 |                                        |  |

| 24 de febrero, 20:00 | River Plate | 3 - 1                                  | Banco Provincia (LP) | Microestadio River Plate, Buenos Aires |  |
|                      |             | ( 15-25, 25-22, 25-23, 25-23 ) Reporte |                      |                                        |  |

| 25 de febrero, 19:00 | Mun. General Rodriguez | 2 - 3                                         | Náutico Sportivo Avellaneda | Villa Dora, Santa Fe |  |
|                      |                        | ( 20-25, 27-25, 25-18, 22-25, 12-15 ) Reporte |                             |                      |  |

| 25 de febrero, 21:00 | CEF 5 | 3 - 0                           | Tucumán de Gimnasia | Superdomo, La Rioja |  |
|                      |       | ( 25-19, 25-13, 25-16 ) Reporte |                     |                     |  |

| 25 de febrero, 21:00 | Villa Dora | 1 - 3                                  | San José | Villa Dora, Santa Fe |  |
|                      |            | ( 10-25, 25-18, 18-25, 23-25 ) Reporte |          |                      |  |

| 25 de febrero, 21:30 | Banco Provincia (LP) | 0 - 3                           | Boca Juniors | Polideportivo Quinquela Martín, Buenos Aires |  |
|                      |                      | ( 20-25, 16-25, 17-25 ) Reporte |              |                                              |  |

| 26 de febrero, 19:00 | Mun. General Rodriguez | 3 - 1                                  | San José | Villa Dora, Santa Fe |  |
|                      |                        | ( 25-23, 26-24, 22-25, 25-16 ) Reporte |          |                      |  |

| 26 de febrero, 21:00 | Tucumán de Gimnasia | 0 - 3                          | Ferro | Superdomo, La Rioja |  |
|                      |                     | ( 18-25, 9-25, 21-25 ) Reporte |       |                     |  |

| 26 de febrero, 21:00 | Villa Dora | 2 - 3                                         | Náutico Sportivo Avellaneda | Villa Dora, Santa Fe |  |
|                      |            | ( 25-23, 25-21, 19-25, 20-25, 11-15 ) Reporte |                             |                      |  |

| 27 de febrero, 18:00 | San José | 3 - 2                                         | Náutico Sportivo Avellaneda | Villa Dora, Santa Fe |  |
|                      |          | ( 25-16, 22-25, 25-22, 16-25, 17-15 ) Reporte |                             |                      |  |

| 27 de febrero, 20:00 | Villa Dora | 3 - 1                                  | Mun. General Rodriguez | Villa Dora, Santa Fe |  |
|                      |            | ( 10-25, 26-24, 25-14, 25-18 ) Reporte |                        |                      |  |

| 27 de febrero, 21:00 | CEF 5 | 1 - 3                                  | Ferro | Superdomo, La Rioja |  |
|                      |       | ( 22-25, 20-25, 25-18, 17-25 ) Reporte |       |                     |  |

| 4 de marzo, 21:00 | Banco Provincia (LP) | 3 - 0                           | Vélez Sarsfield | Ana Petracca, Buenos Aires |  |
|                   |                      | ( 25-18, 25-16, 25-21 ) Reporte |                 |                            |  |

Weekend 4
| 4 de marzo, 19:00 | Boca Juniors | 3 - 0                           | San José | Tucumán de Gimnasia, San Miguel de Tucumán |  |
|                   |              | ( 25-16, 25-17, 25-22 ) Reporte |          |                                            |  |

| 4 de marzo, 19:00 | Náutico Sportivo Avellaneda | 0 - 3                           | San Lorenzo | Superdomo, La Rioja |  |
|                   |                             | ( 19-25, 17-25, 12-25 ) Reporte |             |                     |  |

| 4 de marzo, 21:00 | Tucumán de Gimnasia | 2 - 3                                        | Estudiantes (LP) | Tucumán de Gimnasia, San Miguel de Tucumán |  |
|                   |                     | ( 17-25, 20-25, 25-17, 25-23, 9-15 ) Reporte |                  |                                            |  |

| 4 de marzo, 21:00 | CEF 5 | 3 - 2                                         | River Plate | Superdomo, La Rioja |  |
|                   |       | ( 25-15, 25-21, 26-28, 21-25, 15-13 ) Reporte |             |                     |  |

| 5 de marzo, 19:00 | Estudiantes (LP) | 3 -1                                   | Boca Juniors | Tucumán de Gimnasia, San Miguel de Tucumán |  |
|                   |                  | ( 29-27, 25-18, 18-25, 26-24 ) Reporte |              |                                            |  |

| 5 de marzo, 19:00 | San Lorenzo | 3 - 0                           | River Plate | Superdomo, La Rioja |  |
|                   |             | ( 25-17, 25-16, 25-20 ) Reporte |             |                     |  |

| 5 de marzo, 21:00 | CEF 5 | 3 - 0                           | Náutico Sportivo Avellaneda | Superdomo, La Rioja |  |
|                   |       | ( 25-16, 25-19, 25-19 ) Reporte |                             |                     |  |

| 6 de marzo, 19:00 | San José | 1 - 3                                 | Estudiantes (LP) | Tucumán de Gimnasia, San Miguel de Tucumán |  |
|                   |          | ( 22-25, 18-25, 27-25, 9-25 ) Reporte |                  |                                            |  |

| 6 de marzo, 19:00 | River Plate | 3 - 2                                        | Náutico Sportivo Avellaneda | Superdomo, La Rioja |  |
|                   |             | ( 21-25, 25-27, 25-19, 25-11, 15-7 ) Reporte |                             |                     |  |

| 6 de marzo, 21:00 | Tucumán de Gimnasia | 0 - 3                           | Boca Juniors | Tucumán de Gimnasia, San Miguel de Tucumán |  |
|                   |                     | ( 14-25, 17-25, 15-25 ) Reporte |              |                                            |  |

| 6 de marzo, 21:00 | CEF 5 | 3 - 0                           | San Lorenzo | Superdomo, La Rioja |  |
|                   |       | ( 25-20, 25-15, 25-22 ) Reporte |             |                     |  |

| 7 de marzo, 9:00 | Tucumán de Gimnasia | 1 - 3                                  | San José | Tucumán de Gimnasia, San Miguel de Tucumán |  |
|                  |                     | ( 25-25, 25-23, 21-25, 25-20 ) Reporte |          |                                            |  |

| 11 de marzo, 19:00 | Mun. General Rodriguez | 0 - 3                           | GELP | Club Héctor Etchart, Buenos Aires |  |
|                    |                        | ( 14-25, 12-25, 16-25 ) Reporte |      |                                   |  |

| 11 de marzo, 21:00 | Ferro | 3 - 0                           | Vélez Sarsfield | Club Héctor Etchart, Buenos Aires |  |
|                    |       | ( 25-17, 25-10, 25-20 ) Reporte |                 |                                   |  |

| 11 de marzo, 21:00 | Atenas | 3 - 0                           | Villa Dora | Polideportivo Carlos Cerutti, Córdoba |  |
|                    |        | ( 25-17, 25-17, 25-21 ) Reporte |            |                                       |  |

| 12 de marzo, 19:00 | GELP | 3 - 0                           | Vélez Sarsfield | Club Héctor Etchart, Buenos Aires |  |
|                    |      | ( 25-11, 25-21, 25-17 ) Reporte |                 |                                   |  |

| 12 de marzo, 21:00 | Ferro | 3 - 2                                         | Mun. General Rodriguez | Club Héctor Etchart, Buenos Aires |  |
|                    |       | ( 22-25, 25-16, 17-25, 25-19, 15-13 ) Reporte |                        |                                   |  |

| 12 de marzo, 21:00 | Villa Dora | 0 - 3                           | Banco Provincia (LP) | Polideportivo Carlos Cerutti, Córdoba |  |
|                    |            | ( 15-25, 19-25, 10-25 ) Reporte |                      |                                       |  |

| 13 de marzo, 19:00 | Vélez Sarsfield | 3 - 2                                         | Mun. General Rodriguez | Club Héctor Etchart, Buenos Aires |  |
|                    |                 | ( 16-25, 21-25, 25-18, 25-20, 17-15 ) Reporte |                        |                                   |  |

| 13 de marzo, 21:00 | Ferro | 0 - 3                           | GELP | Club Héctor Etchart, Buenos Aires |  |
|                    |       | ( 14-25, 15-25, 20-25 ) Reporte |      |                                   |  |

| 13 de marzo, 21:00 | Atenas | 3 - 1                                  | Banco Provincia (LP) | Polideportivo Carlos Cerutti, Córdoba |  |
|                    |        | ( 25-18, 21-25, 25-20, 25-10 ) Reporte |                      |                                       |  |

Weekend 5
| 18 de marzo, 19:00 | Estudiantes (LP) | 1 - 3                                  | CEF 5 | Banco Provincia (LP), La Plata |  |
|                    |                  | ( 25-17, 22-25, 19-25, 21-25 ) Reporte |       |                                |  |

| 18 de marzo, 19:00 | Boca Juniors | 3 - 2                                        | Atenas | Microestadio Ricardo Velasco, Rosario |  |
|                    |              | ( 14-25, 25-23, 22-25, 25-16, 15-9 ) Reporte |        |                                       |  |

| 18 de marzo, 19:00 | Vélez Sarsfield | 0 - 3                           | San Lorenzo | Tucumán de Gimnasia, San Miguel de Tucumán |  |
|                    |                 | ( 19-25, 15-25, 12-25 ) Reporte |             |                                            |  |

| 18 de marzo, 21:00 | Banco Provincia (LP) | 3 - 0                           | Mun. General Rodriguez | Banco Provincia (LP), La Plata |  |
|                    |                      | ( 25-19, 25-16, 25-16 ) Reporte |                        |                                |  |

| 18 de marzo, 21:00 | San José | 0 - 3                           | River Plate | San José, San José |  |
|                    |          | ( 14-25, 19-25, 18-25 ) Reporte |             |                    |  |

| 18 de marzo, 21:00 | Náutico Sportivo Avellaneda | 3 - 2                                         | Ferro | Microestadio Ricardo Velasco, Rosario |  |
|                    |                             | ( 25-19, 13-25, 12-25, 25-17, 15-11 ) Reporte |       |                                       |  |

| 18 de marzo, 21:00 | Tucumán de Gimnasia | 3 - 2                                         | Villa Dora | Tucumán de Gimnasia, San Miguel de Tucumán |  |
|                    |                     | ( 25-19, 25-19, 23-25, 13-25, 17-15 ) Reporte |            |                                            |  |

| 19 de marzo, 19:00 | Estudiantes (LP) | 3 - 0                           | Mun. General Rodriguez | Banco Provincia (LP), La Plata |  |
|                    |                  | ( 25-20, 27-25, 25-16 ) Reporte |                        |                                |  |

| 19 de marzo, 19:00 | Boca Juniors | 3 - 0                           | Ferro | Microestadio Ricardo Velasco, Rosario |  |
|                    |              | ( 25-22, 25-22, 25-16 ) Reporte |       |                                       |  |

| 19 de marzo, 19:00 | San Lorenzo | 3 - 0                           | Villa Dora | Tucumán de Gimnasia, San Miguel de Tucumán |  |
|                    |             | ( 25-16, 25-20, 25-19 ) Reporte |            |                                            |  |

| 19 de marzo, 21:00 | Banco Provincia (LP) | 3 - 0                           | CEF 5 | Banco Provincia (LP), La Plata |  |
|                    |                      | ( 25-12, 25-22, 25-10 ) Reporte |       |                                |  |

| 19 de marzo, 21:00 | River Plate | 1 - 3                                  | GELP | San José, San José |  |
|                    |             | ( 25-23, 18-25, 13-25, 17-25 ) Reporte |      |                    |  |

| 19 de marzo, 21:00 | Náutico Sportivo Avellaneda | 1 - 3                                  | Atenas | Microestadio Ricardo Velasco, Rosario |  |
|                    |                             | ( 18-25, 25-22, 10-25, 12-25 ) Reporte |        |                                       |  |

| 19 de marzo, 21:00 | Tucumán de Gimnasia | 3 - 0                           | Vélez Sarsfield | Tucumán de Gimnasia, San Miguel de Tucumán |  |
|                    |                     | ( 25-22, 25-19, 25-19 ) Reporte |                 |                                            |  |

| 20 de marzo, 18:00 | Mun. General Rodriguez | 0 - 3                           | CEF 5 | Banco Provincia (LP), La Plata |  |
|                    |                        | ( 19-25, 18-25, 15-25 ) Reporte |       |                                |  |

| 20 de marzo, 18:00 | Ferro | 3 - 2                                        | Atenas | Microestadio Ricardo Velasco, Rosario |  |
|                    |       | ( 25-23, 17-25, 25-27, 25-17, 15-9 ) Reporte |        |                                       |  |

| 20 de marzo, 18:00 | Villa Dora | 3 - 0                           | Vélez Sarsfield | Tucumán de Gimnasia, San Miguel de Tucumán |  |
|                    |            | ( 25-22, 25-19, 25-22 ) Reporte |                 |                                            |  |

| 20 de marzo, 20:00 | Banco Provincia (LP) | 1 - 3                                  | Estudiantes (LP) | Banco Provincia (LP), La Plata |  |
|                    |                      | ( 17-25, 25-22, 13-25, 21-25 ) Reporte |                  |                                |  |

| 20 de marzo, 20:00 | San José | 0 - 3                           | GELP | San José, San José |  |
|                    |          | ( 15-25, 15-25, 19-25 ) Reporte |      |                    |  |

| 20 de marzo, 20:00 | Náutico Sportivo Avellaneda | 1 - 3                                  | Boca Juniors | Microestadio Ricardo Velasco, Rosario |  |
|                    |                             | ( 16-25, 15-25, 25-22, 21-25 ) Reporte |              |                                       |  |

| 20 de marzo, 20:00 | Tucumán de Gimnasia | 1 - 3                                  | San Lorenzo | Tucumán de Gimnasia, San Miguel de Tucumán |  |
|                    |                     | ( 13-25, 25-23, 22-25, 17-25 ) Reporte |             |                                            |  |

## Permanencia

### Zona A
| Pos. | Equipo               | Pts | Partidos | Partidos | Partidos | Sets | Sets |
| Pos. | Equipo               | Pts | PJ       | PG       | PP       | SG   | SP   |
| ---- | -------------------- | --- | -------- | -------- | -------- | ---- | ---- |
| 1.º  | Banco Provincia (LP) | 6   | 2        | 2        | 0        | 6    | 0    |
| 2.º  | Tucumán de Gimnasia  | 3   | 2        | 1        | 1        | 3    | 3    |
| 3.º  | Villa Dora           | 0   | 2        | 0        | 2        | 0    | 6    |

| 25 de marzo, 21:00 | Banco Provincia (LP) | 3 - 0                           | Villa Dora | Banco Provincia (LP), La Plata |  |
|                    |                      | ( 25-19, 25-14, 25-17 ) Reporte |            |                                |  |

| 26 de marzo, 20:00 | Villa Dora | 0 - 3                           | Tucumán de Gimnasia | Banco Provincia (LP), La Plata |  |
|                    |            | ( 16-25, 18-25, 21-25 ) Reporte |                     |                                |  |

| 27 de marzo, 20:00 | Banco Provincia (LP) | 3 - 0                           | Tucumán de Gimnasia | Banco Provincia (LP), La Plata |  |
|                    |                      | ( 25-19, 25-18, 25-16 ) Reporte |                     |                                |  |

### Zona B
| Pos. | Equipo                      | Pts | Partidos | Partidos | Partidos | Sets | Sets |
| Pos. | Equipo                      | Pts | PJ       | PG       | PP       | SG   | SP   |
| ---- | --------------------------- | --- | -------- | -------- | -------- | ---- | ---- |
| 1.º  | Mun. General Rodriguez      | 6   | 3        | 2        | 1        | 6    | 3    |
| 2.º  | San José                    | 6   | 3        | 2        | 1        | 6    | 5    |
| 3.º  | Náutico Sportivo Avellaneda | 3   | 3        | 1        | 2        | 5    | 6    |
| 4.º  | Vélez Sarsfield             | 3   | 3        | 1        | 2        | 4    | 7    |

| 25 de marzo, 18:00 | San José | 0 - 3                           | Mun. General Rodriguez | Microestadio Ricardo Velasco, Rosario |  |
|                    |          | ( 20-25, 19-25, 14-25 ) Reporte |                        |                                       |  |

| 25 de marzo, 20:00 | Náutico Sportivo Avellaneda | 1 - 3                                  | Vélez Sarsfield | Microestadio Ricardo Velasco, Rosario |  |
|                    |                             | ( 25-14, 23-25, 23-25, 24-26 ) Reporte |                 |                                       |  |

| 26 de marzo, 19:00 | San José | 3 - 1   | Vélez Sarsfield | Microestadio Ricardo Velasco, Rosario |  |
|                    |          | Reporte |                 |                                       |  |

| 26 de marzo, 21:00 | Náutico Sportivo Avellaneda | 3 - 0                           | Mun. General Rodriguez | Microestadio Ricardo Velasco, Rosario |  |
|                    |                             | ( 25-19, 25-18, 25-23 ) Reporte |                        |                                       |  |

| 27 de marzo, 18:00 | Mun. General Rodriguez | 3 - 0                           | Vélez Sarsfield | Microestadio Ricardo Velasco, Rosario |  |
|                    |                        | ( 25-20, 25-22, 25-19 ) Reporte |                 |                                       |  |

| 27 de marzo, 20:00 | Náutico Sportivo Avellaneda | 1 - 3                                  | San José | Microestadio Ricardo Velasco, Rosario |  |
|                    |                             | ( 19-25, 17-25, 25-21, 15-25 ) Reporte |          |                                       |  |

### Zona C
| Pos. | Equipo                      | Pts | Partidos | Partidos | Partidos | Sets | Sets |
| Pos. | Equipo                      | Pts | PJ       | PG       | PP       | SG   | SP   |
| ---- | --------------------------- | --- | -------- | -------- | -------- | ---- | ---- |
| 1.º  | Villa Dora                  | 5   | 2        | 2        | 0        | 6    | 2    |
| 2.º  | Náutico Sportivo Avellaneda | 4   | 2        | 1        | 1        | 5    | 3    |
| 3.º  | Vélez Sarsfield             | 0   | 2        | 0        | 2        | 0    | 6    |

| 1 de abril, 23:00 | Náutico Sportivo Avellaneda | 3 - 0                           | Vélez Sarsfield | Microestadio Ricardo Velasco, Rosario |  |
|                   |                             | ( 25-17, 25-21, 25-21 ) Reporte |                 |                                       |  |

| 2 de abril, 21:00 | Vélez Sarsfield | 0 - 3                           | Villa Dora | Microestadio Ricardo Velasco, Rosario |  |
|                   |                 | ( 19-25, 26-28, 20-25 ) Reporte |            |                                       |  |

| 3 de abril, 21:00 | Náutico Sportivo Avellaneda | 2 - 3                                         | Villa Dora | Microestadio Ricardo Velasco, Rosario |  |
|                   |                             | ( 25-19, 25-22, 15-25, 16-25, 13-15 ) Reporte |            |                                       |  |

## Play Off Campeonato

### Cuadro
|  | Cuartos de final | Cuartos de final | Cuartos de final | Cuartos de final | Cuartos de final |   |       | Semifinales | Semifinales | Semifinales | Semifinales | Semifinales |  |      | Final | Final | Final | Final | Final |  |
|  |                  |                  |                  |                  |                  |   |       |             |             |             |             |             |  |      |       |       |       |       |       |  |
|  |                  |                  |                  |                  |                  |   |       |             |             |             |             |             |  |      |       |       |       |       |       |  |
|  | 1                | GELP             | 3                | 3                | -                |   |       |             |             |             |             |             |  |      |       |       |       |       |       |  |
|  | 1                | GELP             | 3                | 3                | -                |   |       |             |             |             |             |             |  |      |       |       |       |       |       |  |
|  | 8                | Ferro            | 1                | 0                | -                |   |       |             |             |             |             |             |  |      |       |       |       |       |       |  |
|  | 8                | Ferro            | 1                | 0                | -                |   | GELP  | GELP        | 3           | 3           | -           |             |  |      |       |       |       |       |       |  |
|  |                  |                  |                  |                  |                  |   | GELP  | GELP        | 3           | 3           | -           |             |  |      |       |       |       |       |       |  |
|  |                  |                  | San Lorenzo      | San Lorenzo      | 0                | 2 | -     |             |             |             |             |             |  |      |       |       |       |       |       |  |
|  | 4                | San Lorenzo      | San Lorenzo      | San Lorenzo      | 0                | 2 | -     | 3           | 3           | -           |             |             |  |      |       |       |       |       |       |  |
|  | 4                | San Lorenzo      |                  |                  |                  |   |       |             |             | -           |             |             |  |      |       |       |       |       |       |  |
|  | 5                | River Plate      | 2                | 1                | -                |   |       |             |             |             |             |             |  |      |       |       |       |       |       |  |
|  | 5                | River Plate      | 2                | 1                | -                |   |       |             |             |             |             |             |  | GELP | GELP  | 0     | 0     | -     |       |  |
|  |                  |                  |                  |                  |                  |   |       |             |             |             |             |             |  | GELP | GELP  | 0     | 0     | -     |       |  |
|  |                  |                  | Boca Juniors     | Boca Juniors     | 3                | 3 | -     |             |             |             |             |             |  |      |       |       |       |       |       |  |
|  | 2                | Estudiantes (LP) | Boca Juniors     | Boca Juniors     | 3                | 3 | -     | 1           | 3           | 10          |             |             |  |      |       |       |       |       |       |  |
|  | 2                | Estudiantes (LP) |                  |                  |                  |   |       |             |             | 10          |             |             |  |      |       |       |       |       |       |  |
|  | 7                | CEF 5            | 3                | 0                | 15               |   |       |             |             |             |             |             |  |      |       |       |       |       |       |  |
|  | 7                | CEF 5            | 3                | 0                | 15               |   | CEF 5 | CEF 5       | 1           | 0           | -           |             |  |      |       |       |       |       |       |  |
|  |                  |                  |                  |                  |                  |   | CEF 5 | CEF 5       | 1           | 0           | -           |             |  |      |       |       |       |       |       |  |
|  |                  |                  | Boca Juniors     | Boca Juniors     | 3                | 3 | -     |             |             |             |             |             |  |      |       |       |       |       |       |  |
|  | 3                | Boca Juniors     | Boca Juniors     | Boca Juniors     | 3                | 3 | -     | 3           | 3           | -           |             |             |  |      |       |       |       |       |       |  |
|  | 3                | Boca Juniors     |                  |                  |                  |   |       |             |             | -           |             |             |  |      |       |       |       |       |       |  |
|  | 6                | Atenas           | 2                | 0                | -                |   |       |             |             |             |             |             |  |      |       |       |       |       |       |  |
|  | 6                | Atenas           | 2                | 0                | -                |   |       |             |             |             |             |             |  |      |       |       |       |       |       |  |
|  |                  |                  |                  |                  |                  |   |       |             |             |             |             |             |  |      |       |       |       |       |       |  |

### Cuartos de final
| 25 de marzo, 21:00 | GELP | 3 - 1                                  | Ferro | Polideportivo Victor Nethol, La Plata |  |
|                    |      | ( 25-22, 25-14, 21-25, 25-17 ) Reporte |       |                                       |  |

| 27 de marzo, 20:00 | GELP | 3 - 0                          | Ferro | Polideportivo Victor Nethol, La Plata |  |
|                    |      | ( 25-17, 25-15, 25-5 ) Reporte |       |                                       |  |

| 25 de marzo, 21:00 | San Lorenzo | 3 - 2                                        | River Plate | Polideportivo Roberto Pando, Buenos Aires |  |
|                    |             | ( 25-19, 19-25, 16-25, 25-17, 15-6 ) Reporte |             |                                           |  |

| 27 de marzo, 21:00 | San Lorenzo | 3 - 1                                  | River Plate | Polideportivo Roberto Pando, Buenos Aires |  |
|                    |             | ( 25-17, 26-24, 22-25, 25-18 ) Reporte |             |                                           |  |

| 26 de marzo, 19:00 | Estudiantes (LP) | 1 - 3                                  | CEF 5 | Jorge Luis Hirschi, La Plata |  |
|                    |                  | ( 22-25, 25-22, 19-25, 23-25 ) Reporte |       |                              |  |

| 27 de marzo, 19:00 | Estudiantes (LP) | 3 - 0                           | CEF 5 | Jorge Luis Hirschi, La Plata |  |
|                    |                  | ( 25-14, 25-13, 25-15 ) Reporte |       |                              |  |

| 27 de marzo, 19:00 | Estudiantes (LP) | 10 - 15 | CEF 5 | Jorge Luis Hirschi, La Plata |  |

| 26 de marzo, 21:00 | Boca Juniors | 3 - 2                                        | Atenas | Polideportivo Quinquela Martín, Buenos Aires |  |
|                    |              | ( 25-23, 25-27, 25-18, 14-25, 15-5 ) Reporte |        |                                              |  |

| 27 de marzo, 20:00 | Boca Juniors | 3 - 0                           | Atenas | Luis Conde, Buenos Aires |  |
|                    |              | ( 25-18, 25-16, 25-22 ) Reporte |        |                          |  |

### Semifinales
| 1 de abril, 21:00 | San Lorenzo | 0 - 3                           | GELP | Polideportivo Roberto Pando, Buenos Aires |  |
|                   |             | ( 22-25, 19-25, 16-25 ) Reporte |      |                                           |  |

| 4 de abril, 21:00 | GELP | 3 - 2                                        | San Lorenzo | Polideportivo Victor Nethol, La Plata |  |
|                   |      | ( 25-16, 26-24, 21-25, 18-25, 15-9 ) Reporte |             |                                       |  |

| 1 de abril, 19:00 | CEF 5 | 1 - 3                                  | Boca Juniors | Superdomo, La Rioja |  |
|                   |       | ( 19-25, 25-18, 23-25, 21-25 ) Reporte |              |                     |  |

| 4 de abril, 21:00 | Boca Juniors | 3 - 0                           | CEF 5 | Luis Conde, Buenos Aires |  |
|                   |              | ( 25-19, 25-17, 25-20 ) Reporte |       |                          |  |

### Final
| 10 de abril, 21:00 | Boca Juniors | 3 - 0                           | GELP | Luis Conde, Buenos Aires |  |
|                    |              | ( 30-28, 25-22, 25-20 ) Reporte |      |                          |  |

| 12 de abril, 21:00 | GELP | 0 - 3                           | Boca Juniors | Polideportivo Victor Nethol, La Plata |  |
|                    |      | ( 18-25, 22-25, 19-25 ) Reporte |              |                                       |  |